# Свети Димитър (Горна Козница)
„Свети Димитър“ е българска църква в бобовдолското село Горна Козница, България. Църквата е част от Софийската епархия на Българската патриаршия.

## История
Църквата е изградена в началото на XX век. Осветена е в 1939 година.
Иконостасът в храма е дело на резбаря Илия Йосифов.